# Unerschütterliche Liebe
Unerschütterliche Liebe ist ein US-amerikanischer Kriminalfilm aus dem Jahr 1949 von Douglas Sirk mit Cornel Wilde in der Hauptrolle. Der Film wurde von Columbia Pictures produziert und wird zum Subgenre des Film noir gezählt. 

## Handlung
Jenny Marsh wird auf Bewährung entlassen und sucht ihren Bewährungshelfer Griff Marat auf. Er übermittelt ihr die Bewährungsauflagen: Jenny muss sich täglich bei Griff melden, sie darf keine Waffe besitzen und darf nicht heiraten. Außerdem soll sie sich von ihrem Freund Harry Wesson trennen, der dafür verantwortlich war, dass sie mit dem Gesetz in Konflikt geriet. 
Harry ist Spieler und Buchmacher. Jenny trifft sich mit ihm heimlich. Ein Überfall auf Harrys Wettannahmestelle, bei der Jenny zugegen ist, kostet ihr die Arbeitsstelle, die ihr Griff vermittelt hat. Um ihr Wohlergehen und ihre Zukunft besorgt, stellt Griff sie als Pflegerin für seine blinde Mutter ein, bei der er zusammen mit seinem Bruder Tommy lebt. Griff, der politische Ambitionen hat, verliebt sich in seinen Schützling. Harry will dies ausnutzen und fordert Jenny auf, seinem Werben nachzugeben. Jenny erinnert sich an die Auflagen, aber sie liebt Griff und heiratet ihn. Jenny sucht Harry auf, um mit ihm zu sprechen. Harry droht ihr mit Liebesbriefen, die sie ihm geschrieben hat. Die aufgebrachte Jenny ergreift Harrys Pistole. Es kommt zu einer Rangelei, bei der sich ein Schuss löst und Harry schwer verletzt.
Griff und Jenny wollen nach Mexiko fliehen, was jedoch scheitert. Griff will alles tun, damit seine Frau nicht zurück ins Gefängnis muss und nimmt eine Arbeit in einer Öl-Raffinerie an. In den Zeitungen erscheinen Fotos des Paares, was für die beiden zusehends gefährlich wird. Nach einiger Zeit entschließen sie sich zurückzugeben und sich zu stellen. Die Polizei bringt Jenny und Griff ins Krankenhaus zu Harry. Harry bezeugt, dass der Schuss sich durch einen Unfall löste und Jenny keine Schuld trifft. Griff und Jenny können nun ein neues Leben als Ehepaar beginnen.

## Produktion

### Hintergrund
Gedreht wurde der Film vom 28. Juni bis zum 9. August 1948 in Los Angeles u. a. im Bradbury Building und in der Los Angeles Union Station.

### Stab
Carl Anderson war der Art Director, Louis Diage der Szenenbildner, Jean Louis der Kostümbildner. Earl Bellamy war Regieassistent, Morris Stoloff der musikalische Direktor.

### Besetzung
In kleinen nicht im Abspann erwähnten Nebenrollen traten Richard Benedict, Argentina Brunetti, Frank Ferguson, James Flavin, Fred F. Sears, Ann Shoemaker und Buddy Swan auf.

## Veröffentlichung
Die Premiere des Films fand am 14. Januar 1949 in Hartford (Connecticut) statt. In der Bundesrepublik Deutschland wurde er am 30. November 1973 im deutschen Fernsehen ausgestrahlt.

## Kritiken
Der Filmkritiken-Aggregator Rotten Tomatoes hat in einer Auswertung von 10 Kritiken eine Zustimmungsrate von 80 Prozent errechnet. Das Publikumsergebnis pendelte sich bei 46 Prozent positiver Bewertungen ein.
Das Lexikon des internationalen Films schrieb: „Streckenweise recht rührseliger Kriminalfilm, der den Konflikt zwischen Pflicht und Gefühl als Stilbruch inszeniert: eine Mischung aus realistischer Polizeireportage und artifiziellem Melodram, in der sich auch die Spannung zwischen persönlicher Handschrift und Zugeständnissen an den amerikanischen "Realismus" der 40er Jahre spiegelt.“
Die Filmzeitschrift Cinema befand: „Eleganter Film noir.“
Mark Zoller Seitz von der The New York Times sah ein minderwertiges Kunstwerk. Durch das vom Studio verlangte Umschreiben von Fullers Drehbuch, in dem der Protagonist gegen das System rebelliert, wurde Fullers Version aufgeweicht.
Der Kritiker des Magazins Time Out beschrieb den Film als überlegene Mischung aus Liebesthriller und Sozialkommentar. Das schlagkräftige und sensationalistische Drehbuch, die elegant ökonomische Regie und unsentimentale Charakterisierungen verleihen dem Film Kraft.
Der Kritiker des TV Guide fand, dass der Film, bis auf das konstruierte Ende, ein straffes, gut gemachtes Beispiel eines Film noir sei. Der semidokumentarische Stil nutze die Straßenszenerie von Los Angeles gut, das Tempo sei gleichmäßig exzellent.